# Santorre di Santa Rosa
Santorre Annibale Filippo Derossi, noto come Santorre di Santa Rosa, nonché conte di Pomerolo, signore di Santarosa (Savigliano, 18 novembre 1783 – Sfacteria, 8 maggio 1825), è stato un politico, militare e patriota italiano, eroe del Risorgimento italiano e della guerra d'indipendenza greca, nella quale morì.

## Biografia

### Infanzia e prime esperienze militari
Santorre nacque a Savigliano nel 1783 da una nobile famiglia piemontese. Suo padre, Michele Derossi di Santa Rosa conte di Pomerolo, all'epoca della Rivoluzione francese, era un colonnello della Regia Armata Sarda, mentre la madre, Paolina Edvige Regard de Ballon, morì nel 1790. Santorre di Santa Rosa entrò nell'esercito regio a tredici anni, come alfiere dei Granatieri reali comandati dal padre e prese parte alla battaglia di Mondovì del 21-22 aprile 1796 contro l'Armée d'Italie comandata da Bonaparte.
Durante l'occupazione austro-russa il padre fu colonnello del Reggimento provinciale di Asti e combatté a Marengo (14 giugno 1800) sempre contro Napoleone, dove morì. Annibale proseguì intanto gli studi a Savigliano e poi all'Università di Torino. Nel frattempo, la Savoia e il Piemonte, che solo da relativamente pochi anni si erano svincolati dall'influsso politico transalpino, passarono ai francesi.
Già da ragazzo, Santorre di Santa Rosa mostrò uno spiccato interesse per l'attività politica e nel 1801 cominciò a impegnarsi su questo fronte, divenendo così piuttosto conosciuto a Savigliano, dove rimase per tutta l'infanzia e l'adolescenza. Nel 1807, all'età di 24 anni, fu eletto sindaco (maire) a Savigliano: in questo modo ebbe la possibilità di approfondire la sua conoscenza del mondo politico e civile. Successivamente entrò nell'amministrazione francese e, abbandonata la carica di sindaco di Savigliano, nel 1812 divenne sottoprefetto alla Spezia, incarico che continuò a esercitare fino al 1814.
Dopo la restaurazione della monarchia sabauda, Santorre ottenne il grado di capitano dei granatieri del Reggimento Guardie e col 1º Battaglione prese parte alla campagna austro-sarda in Savoia e nel Delfinato, essendo presente al combattimento del 6 luglio 1815 sotto le mura di Grenoble. Entrò poi nel ministero della guerra e marina come ispettore delle leve provinciali nel 1816. Il 15 agosto 1820 fu insignito della gran croce dell'Ordine dei Santi Maurizio e Lazzaro.
Avvicinatosi alla Carboneria, Santarosa cominciò a coltivare l'idea di una campagna militare, che avrebbe dovuto essere guidata da Vittorio Emanuele I di Savoia, allo scopo di liberare i territori italiani dalla dominazione straniera. Inoltre, riteneva che il re si dovesse impegnare a concedere ufficialmente una costituzione ai sudditi del Regno, un fatto che avrebbe testimoniato l'impegno dei Savoia ad allearsi con i patrioti e ad assumere la guida del movimento liberale italiano. Tuttavia, fin dall'inizio del suo mandato, Vittorio Emanuele I s'impegnò a restaurare in Piemonte e negli altri territori un soffocante regime assolutistico, che andava in direzione opposta alle idee liberali della Carboneria e della borghesia in generale.

### Insurrezione meridionale e accordi con Carlo Alberto
Allora, Santorre di Santa Rosa cercò di trovare un altro aiuto, quello del giovane erede al trono sabaudo Carlo Alberto di Savoia, principe di Carignano, per indurlo ad assumere la guida dei rivoluzionari. Carlo Alberto era stato infatti l'unico esponente della famiglia sabauda a esprimere la propria solidarietà agli universitari torinesi che, nel gennaio 1821, avevano organizzato contro l'Austria una manifestazione pacifica e liberale, manifestazione repressa subito nel sangue; per questo motivo, Santorre pensò che Carlo Alberto avesse davvero a cuore la questione italiana. I primi contatti si rivelarono più che positivi e sembrava che il giovane esponente dei Savoia avesse davvero intenzione di aderire all'impresa, convincendo Santorre e altri generali piemontesi a organizzare un'insurrezione militare.
Nel 1820 le insurrezioni scoppiate in Spagna, Portogallo e Italia meridionale contribuirono a rafforzare il patriottismo italiano, in particolare quello piemontese, i cui sostenitori pensarono che la loro rivolta sarebbe stata appoggiata e seguita, con ogni probabilità, da parte dei patrioti siciliani e napoletani. Inoltre, i patrioti piemontesi cercarono in ogni modo di sostenere militarmente gli omologhi napoletani, ma non vi riuscirono per motivi legati alla scarsa organizzazione e alla tardiva notizia della partenza dell'esercito asburgico per il Regno di Napoli.
Nella seconda metà del 1820, Santorre si incontrò spesso segretamente con alcuni generali, politici (tra cui Amedeo Ravina) e con il giovane principe di casa Savoia per definire la data e le modalità della ribellione; dopo molte riunioni, si stabilì che la rivolta dovesse scatenarsi non prima dell'inizio del nuovo anno, in modo che l'esercito austriaco, ancora impegnato nella repressione dei moti di Nola e di Napoli dello stesso anno, non fosse subito pronto a intervenire in quanto bisognoso di qualche tempo per riorganizzarsi.

### 1821: l'anno dell'insurrezione e del suo fallimento

#### Accordi con Carlo Alberto e inizio della rivolta
Il 6 marzo 1821, durante la notte, Santorre e i generali si riunirono nella biblioteca del principe, insieme allo stesso Carlo Alberto, per organizzare nei dettagli l'impresa che, secondo un accordo precedente, avrebbe dovuto avere inizio nel mese di febbraio: nel corso dell'incontro, Carlo Alberto mostrò alcuni tentennamenti, soprattutto sulla intenzione dei congiurati di dichiarare guerra all'Austria. Queste esitazioni portarono Santorre ad avere dubbi sul principe e sulle sue vere intenzioni. Tuttavia Carlo Alberto lasciò intendere il suo appoggio. Per questo motivo, Santorre ed i suoi associati fecero pervenire il messaggio di prossimo inizio della rivolta ai reparti militari di Alessandria, che, il 10 marzo, diedero inizio all'insurrezione, seguiti subito dopo dai presidi di Vercelli e Torino.
In quell'occasione fu emesso da parte dei generali insorti il famoso Pronunciamento, proclama con il quale si decideva l'adozione di una costituzione, improntata sul modello di quella spagnola di Cadice del 1812, che prevedeva maggiori diritti per il popolo piemontese e una riduzione del potere del sovrano. Ma il re, piuttosto che concedere questa carta costituzionale, preferì abdicare in favore del fratello Carlo Felice, in quel momento assente dal Piemonte, trovandosi a Modena. La reggenza temporanea fu quindi affidata al principe Carlo Alberto di Savoia-Carignano che, assunto l'incarico, concesse la Costituzione e nominò Santorre di Santa Rosa ministro della guerra del governo provvisorio.

#### Crisi del governo costituzionale e fine della rivolta
Nel frattempo, il movimento di ribellione aveva portato alla ribalta Michele Gastone e Carlo Bianco di Saint Jorioz, più legati alla dottrina radicale di Filippo Buonarroti che a quella moderata che aveva ispirato la rivolta. Questo fatto contribuì a creare le prime crepe al debole governo costituzionale creato dal reggente e da Santorre: quest'ultimo, pur resosi conto della crisi, non abbandonò la situazione, rimanendo fedele ai compagni e sperando che tali difficoltà potessero essere risolte. Ma quando sembrava che si fosse giunti a un accordo, venne meno l'appoggio del reggente che, sfiduciato il 16 marzo dal rientrante Carlo Felice, si distaccò da Santa Rosa e dagli altri insorti.
Il nuovo sovrano revocò la costituzione e impose a Carlo Alberto di rimettersi al suo volere, abbandonando Torino e recandosi a Novara, rinunciando definitivamente alla sua carica e alla guida del movimento di rivolta. Nella notte del 22 marzo, mentre alcuni, tra cui lo stesso Santa Rosa, annunciavano una prossima guerra contro l'Austria, Carlo Alberto fuggì segretamente a Novara, abbandonando gli insorti al loro destino. Poche ore dopo Santorre, alla guida di un piccolo reparto, si recò nella città piemontese per tentare di convincere il principe e le sue truppe a tornare dalla sua parte, ma la missione si rivelò del tutto infruttuosa. Le sue parole, piene di sentimento e di autentica sofferenza, non furono in grado di riportare l'esercito e soprattutto il renitente Carlo Alberto dalla sua parte:
(Ordine del giorno 23 marzo 1821, Torino, Stamperia Reale)
A questo punto, sapendo che ci sarebbe stata presto una pesante repressione, Santorre si risolse alla fuga. Il 9 aprile il conte riunì per l'ultima volta la Giunta, proponendo di spostare i lavori a Genova per provare un'ultima resistenza, ma l'immediato rifiuto e il successivo scioglimento della stessa resero vano il tentativo. Qualche giorno dopo, all'inizio di aprile, alcuni reparti dell'armata imperiale austriaca, giunti in Piemonte in funzione di appoggio all'esercito regio, sconfissero pesantemente le forze costituzionali prive della guida del loro carismatico capo. In questo modo, l'avventura del Santa Rosa e degli altri carbonari terminò tragicamente: il neonato governo costituzionale cadde dopo neppure due mesi e il sogno dei rivoluzionari si infranse.

### Fuga e clandestinità

#### Soggiorno forzato in Svizzera e trasferimento a Parigi
Temendo di essere presto catturato e giustiziato dagli austriaci, Santorre fuggì verso i territori imperiali, dove fu improvvisamente arrestato; tuttavia, fu presto liberato da trenta studenti guidati dal colonnello polacco Schultz, che gli assicurò il suo appoggio incondizionato. Successivamente, passando segretamente da Genova, Marsiglia e Lione, trovò rifugio a Ginevra, dove visse alcuni mesi in compagnia di alcuni suoi fedelissimi, tra cui Luigi Ornato e Ferdinando Dal Pozzo. In questo breve periodo di tranquillità, uno dei pochi della sua vita, scrisse molti "ricordi", successivamente raccolti in un'opera postuma. Nel novembre 1821 il governo svizzero gli impose di partire, in seguito alle pressioni sabaude e asburgiche. Il 19 novembre si recò a Losanna, da dove partì per Parigi insieme al fedele Ornato, che rinunciò a stare in Piemonte con la sua famiglia, pur avendone la possibilità in quanto non scoperto, per rimanere con il suo "maestro". Arrivato nella città francese, affittò un piccolo appartamento nel Quartiere latino con il nome di Conti: in questo modo, pur vivendo nascosto e in povertà, riuscì a concentrarsi nei suoi studi e nei suoi scritti, che culminarono nella redazione della sua unica opera organica, De la révolution piémontaise, del 1821, uscita in tre edizioni.

#### Amicizia con Cousin

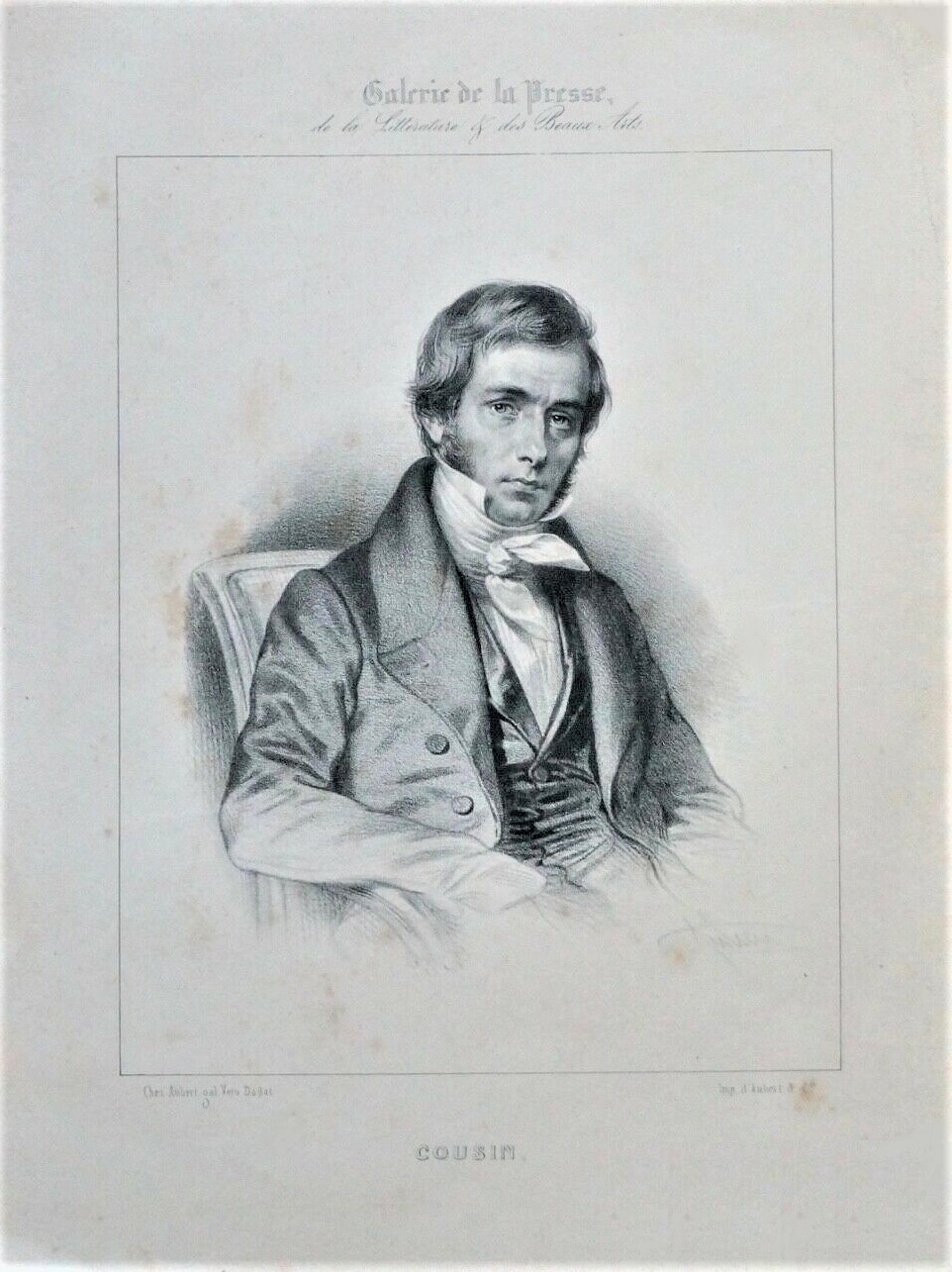
Victor Cousin fu uno dei più grandi amici di Santorre di Santa Rosa. Nel 1822, lo ospitò nella sua casa parigina per sottrarlo all'arresto.

Nel febbraio 1822 Villèle fu nominato Presidente del consiglio francese; subito dopo la sua elezione, la polizia transalpina strinse un accordo con quella sabauda, con l'obiettivo di arrestare il maggior numero possibile di rivoluzionari piemontesi che si erano rifugiati in Francia. Tra di essi vi era naturalmente anche Santa Rosa, che fu immediatamente avvertito di quello che stava succedendo dal suo grande amico Victor Cousin, un filosofo che lo ospitò per qualche tempo nella sua casa di Auteuil.

#### Soggiorno inglese e crisi spirituale
Sbarcato in Inghilterra nell'ottobre 1822, si recò molto presto a Londra, dove visse un periodo molto amaro per il sempre più lungo distacco dalla famiglia e per la distanza dagli eventi della sua patria. Dopo qualche tempo incontrò il letterato italiano Giovanni Berchet, con il quale discusse a lungo della situazione italiana e instaurò una buona amicizia; nello stesso periodo conobbe Ugo Foscolo, ritornato in Inghilterra dopo essere stato esiliato dagli austriaci: entrambi espressero il loro rammarico per l'incapacità di contribuire a formare un'Italia indipendente e unita. Il 1823 fu un anno molto difficile per il conte di Santa Rosa, che riuscì a malapena a sopravvivere con le scarse risorse economiche di cui disponeva, essendo incapace di trovare un'occupazione che lo impegnasse e interessasse. Neppure il forte rapporto di amicizia formato con Giacinto Collegno, piemontese e in esilio come lui, gli impedì di soffrire molto: pensò di cercare un impiego come insegnante di italiano presso qualche scuola, ma desistette presto per il mancato appoggio offertogli dalla riservata società britannica. Stette in contatto con l'amico Cousin, al quale riferì costantemente le sue sofferenze e la sua tristezza; in una di quelle lettere, scrisse:

#### Trasferimento a Nottingham e partenza per la Grecia
Nel frattempo, cominciò a coltivare l'idea di andare a combattere in Grecia per il movimento indipendentista locale, che mirava all'indipendenza dall'Impero ottomano e alla creazione di un governo libero e moderno. Dopo lo scoppio della guerra d'indipendenza greca, Santorre decise di lasciare l'Inghilterra per combattere per la libertà; indipendentemente dalla patria per la quale avrebbe combattuto, voleva morire per quello in cui credeva. Nel 1824 si trasferì con Collegno a Nottingham, dove, grazie al prezioso aiuto di Sarah Austin, riuscì a trovare un'occupazione come professore di lingua italiana; dopo che i deputati britannici gli promisero che gli sarebbe stato affidato in Grecia un importante incarico, prese la decisione definitiva di partire. Lasciato il non rimpianto suolo inglese il 10 novembre, sbarcò due settimane dopo sulle coste del Peloponneso: le cronache del Collegno riportano che l'entusiasmo iniziale fu gradatamente sostituito da un certo rimpianto e da un'evidente paura per le preannunciate difficoltà dell'impresa, a tal punto che il conte disse:

### Arruolamento nell'esercito greco
Subito dopo l'arrivo nel Peloponneso, Santorre si diresse con il fidato Collegno verso il centro di Nauplia (l'antica Napoli di Romania), dove fu ricevuto con freddezza dal governo greco, recentemente informato dagli alleati inglesi del suo imminente arrivo. Il conte richiese un qualsiasi incarico per sé e per il compagno, ma la sua richiesta fu subito ignorata, tanto che Santorre non poté fare altro che attendere per qualche tempo. Nel frattempo si recò prima in Argolide, dove ammirò le bellezze di Epidauro e dell'isola di Egina, poi nell'Attica, dove fu estasiato dai monumenti di Atene e dalla riservatezza di Maratona, sito della celebre battaglia. Poche settimane dopo, poiché nessuna risposta giungeva dal governo ellenico, decise di chiedere nuovamente un incontro, che si rivelò altrettanto infruttuoso. Gli fu fatto sapere infatti che l'unico modo per poter partecipare alla guerra sarebbe stato quello di cambiare il proprio nome: in caso contrario, gli inglesi lo avrebbero esiliato anche dalla Grecia. Presentatosi così come Annibale De' Rossi, ricevette un'uniforme militare e si preparò a combattere come soldato semplice, vista l'impossibilità di ricevere un incarico di maggior pregio. Tra il febbraio e il marzo del 1825 partecipò agli scontri di Patrasso, dove l'esercito greco ebbe la meglio su quello ottomano; il 19 aprile contribuì a sconfiggere le truppe del pascià Ibrahim e il 21 aprile giunse a Navarino, dove si predisponeva un assedio da parte delle forze locali.
Tra la fine del mese di aprile e i primi giorni di maggio Santorre di Santa Rosa visse un periodo piuttosto tormentato; la causa di ciò era dovuta al fatto che l'immagine del prediletto figlio Teodoro, che portava sempre con sé, si era in parte cancellata per l'umidità, e riteneva che questo fatto costituisse un triste presagio per il futuro: come in molti altri casi, Santorre non si sbagliò.

### Assedio di Navarino e morte in battaglia
La difesa di Sfacteria, isola di fronte a Navarino, a chiuderne l'omonima baia, ebbe inizio il 5 maggio, quando le truppe egiziane di Mehmet Ali (allora l'Egitto, benché sostanzialmente autonomo, era ancora vassallo dell'Impero ottomano) attaccarono l'isola, ma le fasi principali della battaglia si tennero nei giorni immediatamente successivi, quando i mille soldati greci cominciarono a dare i primi segni di resa. Il 7 maggio furono mandati come rinforzo solo cento uomini, tra cui lo stesso Santa Rosa, che non riuscirono a offrire un grande apporto per l'efficacia dell'artiglieria nemica: inoltre l'esercito avversario era più riposato, meglio equipaggiato e molto più numeroso. La mattina del giorno successivo, Santorre fu invitato da Grasset, un segretario con il quale aveva stretto un buon rapporto, a lasciare l'isola: Santorre decise, invece, di rimanere fino alla fine per vedere più da vicino i turchi. Quello stesso giorno l'isola cadde in mano nemica; alcuni greci riuscirono a fuggire servendosi di piccole imbarcazioni, ma tra di essi non vi era Santa Rosa, che morì ucciso da un non identificato soldato maltese o egiziano: il conte fu probabilmente riconosciuto dai nemici, ma non fu risparmiato, poiché sapevano che dalla sua prigionia non avrebbero potuto ottenere niente di vantaggioso.
Il 16 maggio il Collegno ritornò nell'isola, nel frattempo riconquistata, per rintracciare il suo amico, ma non riuscì neppure a trovarne il cadavere. La sua morte fu vendicata solo nel 1827 quando, nei pressi dell'isola, una flottiglia inglese, francese e russa sbaragliò i nemici.

## Commemorazioni e riconoscimenti

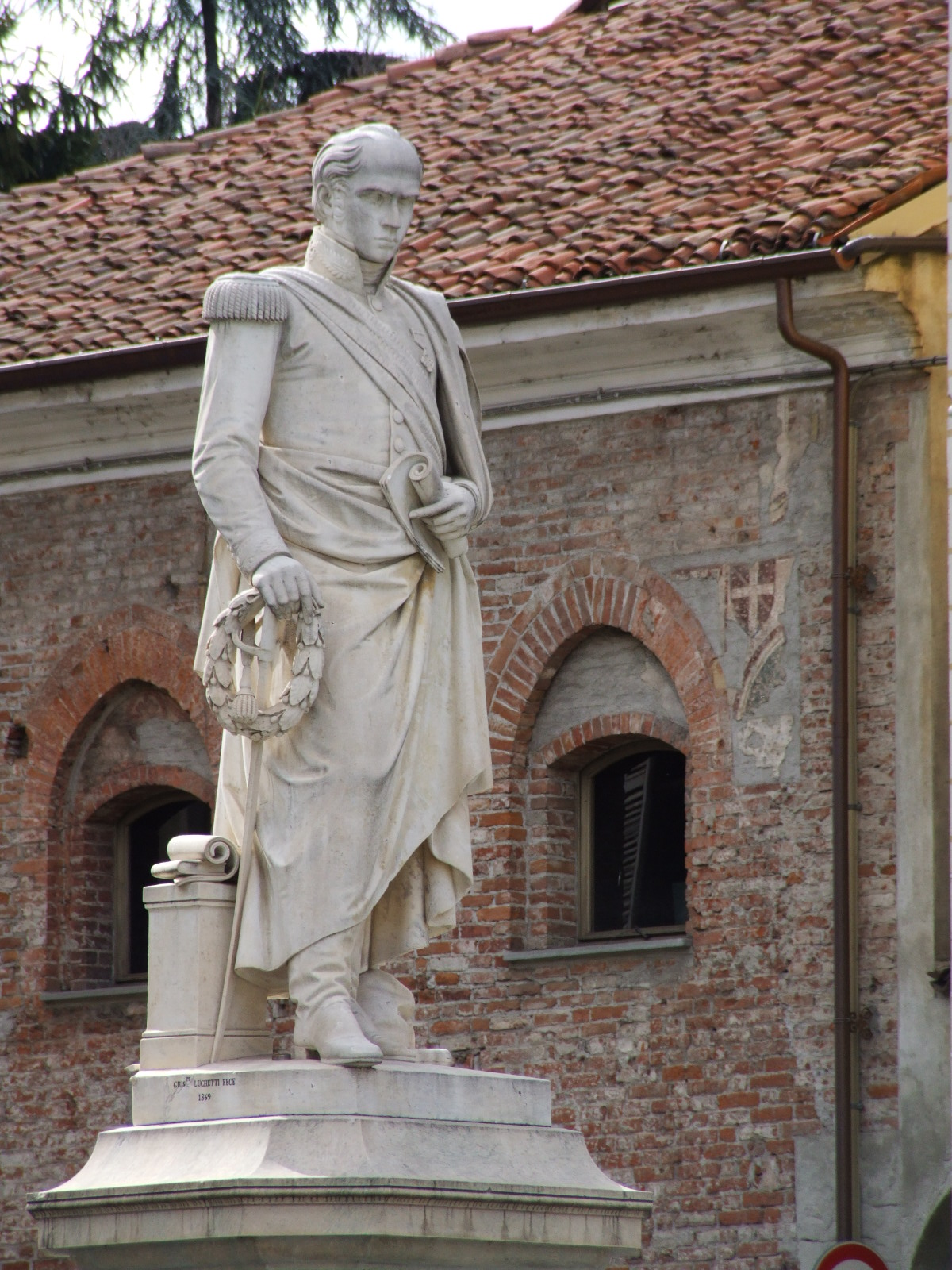
La grande statua dedicata a Santarosa nell'omonima piazza centrale di Savigliano

Pochi giorni dopo la sua scomparsa, il quotidiano greco L'amico della legge fu il primo a dare la notizia della morte di Santa Rosa, del quale si tesserono le lodi per il grande impegno sostenuto in favore della guerra d'indipendenza locale. Non appena il Cousin seppe dell'accaduto, si promise di far erigere nell'isola di Navarino un monumento in suo ricordo, offrendosi di pagare tutte le spese; siccome non ricevette risposte da parte del governo, si rivolse al colonnello Fabvier, che lo aveva conosciuto personalmente e aveva saputo apprezzare il suo grande coraggio. Non appena l'isola fu liberata la richiesta del filosofo francese fu finalmente sostenuta, anche pubblicamente, dopo che il nome del conte aveva acquistato una certa fama: il monumento, molto modesto, presentava una breve iscrizione:
Inoltre Cousin gli dedicò il quarto libro delle sue traduzioni di Platone, nel quale tra l'altro scrisse una veloce biografia del conte. Il 22 agosto 1869 fu inaugurato, nel centro di Piazza Vecchia a Savigliano, un monumento a lui dedicato alto più di sei metri. Eretto grazie a un comitato costituitosi nel 1863 e scolpito dall'artista romano Giuseppe Lucchetti Rossi, fu prima lavorato a Ferrara e portato a Savigliano solo in un secondo momento. Nell'opera Santa Rosa è rappresentato in abito di ministro della guerra; nella mano sinistra tiene una copia della Costituzione del 13 marzo 1821, posa la destra sull'elsa della spada dalla quale pende una corona d'alloro e ha ai suoi piedi il berretto greco e la scimitarra. Curioso il fatto che la statua riporti su tutti e quattro i lati iscrizioni attribuite al patriota Niccolò Tommaseo.
Il poeta romantico Giovita Scalvini compose in suo onore alcuni versi, nei quali celebrava soprattutto la sua grande caparbietà e i suoi ideali.

## Opere principali
- S. di Santa Rosa, Carmi, Savigliano, Stamperia Saviglianese, 1812.
- S. di Santa Rosa, La révolution piémontaise [1822], memoriale sull'insurrezione del marzo 1821, pubblicato in francese a Parigi nel 1823 e in italiano a Torino nel 1850.
- S. di Santa Rosa, Le speranze degli italiani [1815], a cura di Adolfo Colombo, Milano, Caddeo, 1925.
- S. di Santa Rosa, Istoria del Romito. Carmi inediti santarosiani e rarità bibliografiche, a cura di Antonino Olmo, Savigliano, L'Artistica, 1983.
- S. di Santa Rosa, Ricordi 1818-1824 (Torino, Svizzera, Parigi, Londra), a cura di Marco Montersino, Firenze, Olschki, 1998.
- S. di Santa Rosa, Confessions (1801-1813), edizione critica a cura di Chiara Tavella, Alessandria, Edizioni dell'Orso, 2020.

## Manoscritti
- Savigliano (CN), Archivio Storico Comunale, Archivio Santa Rosa.